# Mariendorfer Damm
Der Mariendorfer Damm (umgangssprachlich Ma-Damm genannt) ist ein Teil der Bundesstraße 96 und eine wichtige in Nord-Süd-Richtung verlaufende Ein- und Ausfallstraße in Berlin. Sie ist nach dem gleichnamigen Ortsteil Mariendorf im Bezirk Tempelhof-Schöneberg benannt.

## Verlauf

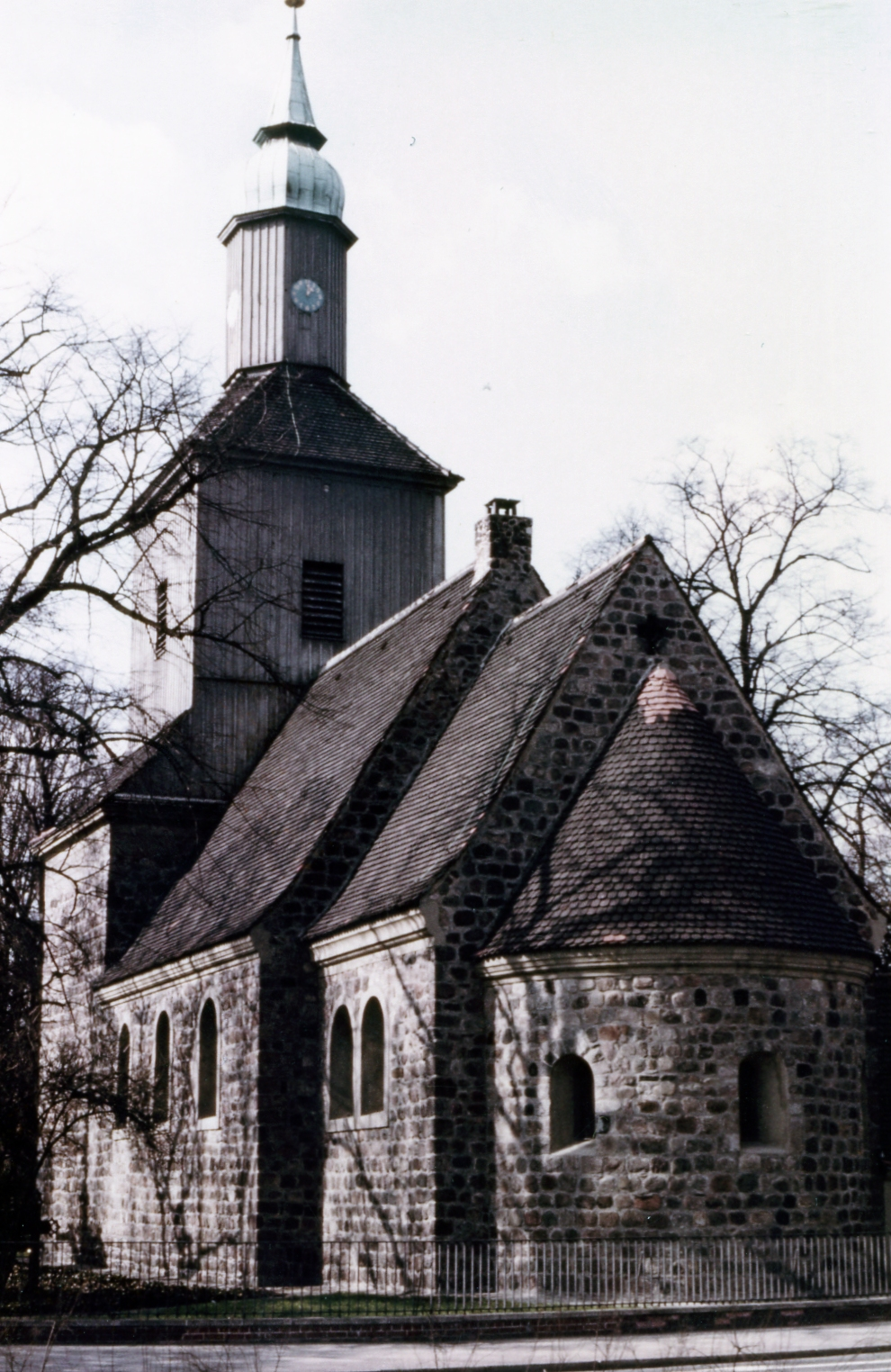
Dorfkirche Mariendorf,
Ansicht vom Mariendorfer Damm

Der Mariendorfer Damm beginnt am Ullsteinhaus im Anschluss an den Tempelhofer Damm und endet an der Kreuzung Buckower / Marienfelder Chaussee, wo er in den Lichtenrader Damm übergeht. Er verläuft über fast seine gesamte Länge im Ortsteil Mariendorf. Lediglich wenige Meter des Straßenlandes gehören im Norden zum Ortsteil Tempelhof (mit den Häusern Nr. 1–4) und 400 Meter im südlichen Bereich liegen im Ortsteil Lichtenrade (mit den Häusern Nr. 420–446 gerade in Lichtenrade und Nr. 417–447 ungerade in Buckow).
Die Straße hat eine Gesamtlänge von rund 4,3 Kilometern. Zwischen 1901 und 1949 hieß der Mariendorfer Damm Chausseestraße, der südliche Teil der Straße hatte zwischen 1921 und 1949 die Bezeichnung Lichtenrader Chaussee. 1949 erfolgte die Widmung des Straßenzugs als Mariendorfer Damm. Die Berliner Straße in Tempelhof führte bis zur Umbenennung in Tempelhofer Damm über die Stubenrauchbrücke und noch 140 Meter weiter nach Süden zur Tempelhof-Mariendorfer Grenze. Seit der Umbenennung der Berliner Straße in Tempelhofer Damm und der Chausseestraße in Mariendorfer Damm Ende der 1940er Jahre entfiel der Brückenbereich aus der Straßenbenennung. Zudem wurde der südliche Bereich der Berliner Straße in den  Mariendorfer Damm einbezogen.
Um 1930 wurde ein großzügiger Anschluss des Berliner Teils der damaligen Reichsstraße 96 an den geplanten Autobahnring um Berlin beschlossen. Deswegen wurde ab der ersten Straßenbahnstation südlich von Alt-Mariendorf (Chausseestraße 169) der Mariendorfer Damm sechsstreifig ausgebaut, mit einem Mittelstreifen für die Straßenbahn (Linie 99). Der Mittelstreifen endete erst in Lichtenrade an der Goethestraße, vor der Überfahrung des Berliner Güteraußenrings.
Unter dem Teilbereich zwischen Ullsteinhaus und dem Dorfkern von Mariendorf verläuft die Linie U6 der Berliner U-Bahn, die von Alt-Tegel bis nach Alt-Mariendorf verkehrt. Der U-Bahnhof Westphalweg befindet sich ebenfalls am Mariendorfer Damm. Seit 1929 endete diese U-Bahnlinie am Bahnhof Tempelhof (Ringbahn). Die Bauarbeiten zur Verlängerung begannen 1961, am 28. Februar 1966 konnte die Strecke bis Alt-Mariendorf eröffnet werden.
Die Straßenbahnlinien 98 nach Marienfelde, Daimlerstraße und 99 zum S-Bahnhof Lichtenrade verkehrten letztmalig im Fahrplanjahr 1960/61 über den Mariendorfer Damm. Ab dem 1. Oktober 1961 wurden als Ersatz die Omnibuslinien A76 Platz der Luftbrücke –Lichtenrade, Blohmstr./Wünsdorfer Str. und A77 Platz der Luftbrücke – Marienfelde, Daimlerstr. eingeführt.
Der öffentliche Nahverkehr wird heute auf dem südlichen Mariendorfer Damm durch die Omnibuslinien M76, 179, X71 und X76 gewährleistet.

## Anrainer

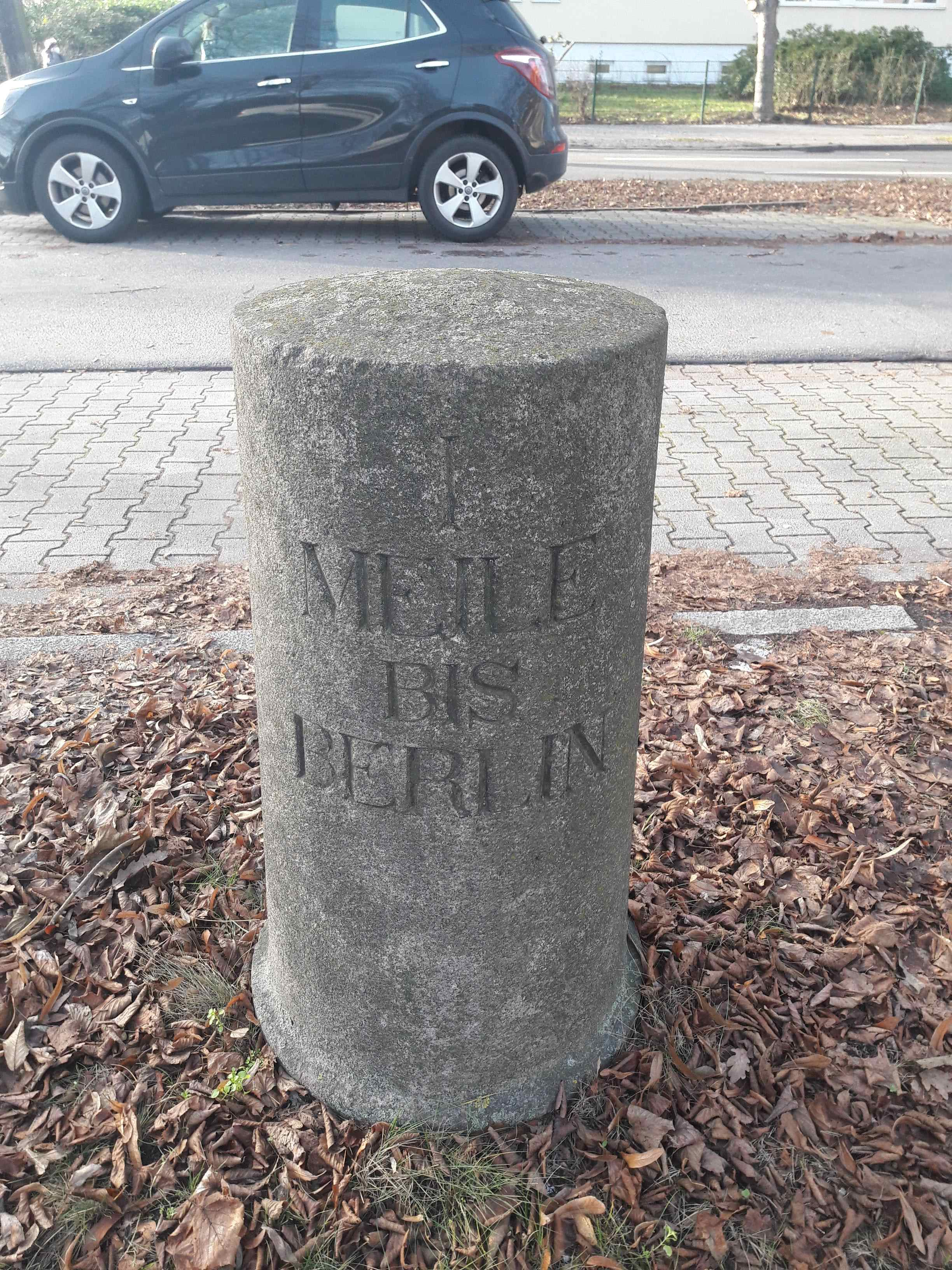
Preußischer Meilenstein
„1 Meile bis Berlin“

Am Mariendorfer Damm befinden sich unter anderem folgende Anrainer:
- das Ullsteinhaus am nördlichen Beginn der Straße
- Volkspark Mariendorf in Höhe der Richterstraße
- Alt-Mariendorf, die gesamte Dorflage Alt-Mariendorf 37–47 steht dabei unter Denkmalschutz[3]
- Dorfkirche Mariendorf mit Kirchhof am alten Dorfkern
- Christuskirchhof am Mariendorfer Damm 225–227, dessen Eingangstor, Friedhofskapelle und ein Privatmausoleum denkmalgeschützt sind[4]
- gegenüber dem Christuskirchhof befindet sich auf dem Mittelstreifen ein preußischer Meilenstein „1 Meile bis Berlin“
- Trabrennbahn Mariendorf in Höhe des Pilatuswegs
- weitere gelistete Baudenkmale sind das Bauernhaus am Mariendorfer Damm 88–90[5] und das Freibergsche Restaurant am Mariendorfer Damm 117–121[6].

## Radverkehr
Am Mariendorfer Damm befindet sich seit 2016 eine von 17 in Berlin fest installierten automatischen Radzählstellen. Unter allen mit einer Zählstelle versehenen Plätzen der Stadt, ist die Straße der am sechzehntstärksten vom Radverkehr frequentierte Ort.